# Карлиев, Алты
Алты́ Карли́ев (туркм. Alty Garlyýew; 1909—1973) — советский, туркменский актёр, режиссёр театра и кино, драматург. Народный артист СССР (1955). Лауреат двух Сталинских премий второй степени (1941, 1949).

## Биография
Родился 6 января 1909 года в селении Бабадайхан (ныне — Ахалский велаят Туркменистана).
В 1929 году окончил Туркменскую национальную студию в Ашхабаде, в 1931 — режиссёрское отделение Бакинского театрального техникума (ныне Азербайджанский государственный университет культуры и искусств).
С 1931 года — актёр, с конца 30-х — режиссёр, в 1953—1956 — главный режиссёр, в 1960—1963 — директор и главный режиссёр Туркменского драматического театра (позже — имени И. В. Сталина, с 1963 — имени Молланепеса, ныне — Студенческий театр имени Молланепеса) (Ашхабад).
В 1941—1953 годах — главный режиссёр Туркменского театра оперы и балета им. Махтумкули (ныне Национальный музыкально-драматический театр имени Махтумкули) (Ашхабад).
В кино с 1935 года. В 1956—1960 годах — директор, с 1957 — режиссёр киностудии «Туркменфильм». Созданные им образы отмечены жизнерадостностью, ярким национальным колоритом.
Член Союза кинематографистов СССР.
Автор нескольких пьес, поставленных в Туркменском драматическом театре, и оперных либретто (в том числе к опере «Зохре и Тахир» А. Шапошникова и В. Мухатова (1952)).
Член ВКП(б) с 1948 года. Депутат Верховного Совета Туркменской ССР 3—5 созывов.
Умер 11 декабря 1973 года в Ашхабаде. Похоронен на Ватутинском кладбище Ашхабада.

### Семья
- Жена — Аннагуль Аннакулиева (1924—2009), оперная певица. Народная артистка СССР (1965).

## Награды и звания
- Народный артист Туркменской ССР[2]
- Народный артист СССР (1955)
- Сталинская премия второй степени (1941) — за исполнение роли наездника Нури в фильме «Дурсун» (1940)
- Сталинская премия второй степени (1949) — за исполнение роли Керима в фильме «Далёкая невеста» (1948)[3]
- Государственная премия Туркменской ССР имени Махтумкули (1966) — за фильм «Решающий шаг» (1965)
- Государственная премия Туркменской ССР имени Махтумкули (1976) (посмертно) — за фильм «Тайны мукама» (1973)
- Орден Ленина
- Орден Трудового Красного Знамени
- 1 орден
- Медаль «За доблестный труд в Великой Отечественной войне 1941—1945 гг.»
- Медаль «В ознаменование 100-летия со дня рождения Владимира Ильича Ленина».
- МКФ в Дели (Специальная премия премия Всеиндийской ассоциации любителей кино, фильм «Решающий шаг», 1966)
- Смотр-соревнование кинематографистов Средней Азии и Казахстана в Ашхабаде (Почётный диплом за лучший революционно-романтический фильм для юношества, фильм «Решающий шаг», 1966)
- ВКФ в Киеве (Вторая премия — за историко-революционный и исторический фильм (с фильмом «Звезда Улугбека»)[4].

## Работа в театре

### Туркменский драматический театр им. Молланепеса

#### Роли
- «Разбойники» Ф. Шиллера — Карл Моор
- «Любовь Яровая» К. Тренёва — Михаил Яровой
- «Ревизор» Н. Гоголя — Иван Александрович Хлестаков
- «Слуга двух господ» К. Гольдони — Труффальдино
- «Без вины виноватые» А. Островского — Незнамов

#### Режиссёрские работы
- 1954 — «Джума» А. Каушутова
- 1955 — «Ревизор» Н. В. Гоголя

### Режиссёрские работы
- 1942 — «Счастливая молодость» К. Корчмарёва
- 1943 — «Гюль и Бильбиль» А. Шапошникова
- 1944 — «Шасенем и Гариб» А. Шапошникова и Д. Овезова
- 1944 — «Абадан» Ю. Мейтуса и А. Кулиева
- 1946 — «Лейли и Меджнун» Ю. Мейтуса и Д. Овезова — Лейли
- 1947 — «Травиата» Дж. Верди
- 1950 — «Река счастья» Я. Столляра и Хоршова
- 1952 — «Зохре и Тахир» А. Шапошникова и В. Мухатова
- 1955 — «Шасенем и Гариб» А. Шапошникова и Д. Овезова
- 1961 — «Гюль и Бильбиль» А. Шапошникова (совм. с Кепбановым)[5]

## Фильмография

### Актёр
- 1935 — Я вернусь — партизан
- 1939 — Советские патриоты — Кельхан
- 1940 — Дурсун — Нури
- 1940 — Пограничники (короткометражный) — Насибулла Джуконов
- 1940 — Сын джигита (короткометражный) — Курбан
- 1941 — Прокурор — Чары Халанов
- 1945 — Волшебный кристалл — Алдар Косе
- 1948 — Далёкая невеста — Керим
- 1954 — Сын пастуха — пастух Дурды / его сын Кадам
- 1955 — Салтанат — Аалы, шофёр, муж Салтанат
- 1956 — Честь семьи — Байрам
- 1957 — Особое поручение — Алты Мергенов
- 1959 — Айна — Тахыров
- 1965 — Решающий шаг — Куллы-хан
- 1971 — За рекой — граница — Чары
- 1973 — Тайны мукама — Сарман

### Режиссёр
- 1957 — Особое поручение (совместно с Е. Ивановым-Барковым)
- 1959 — Айна (совместно с В. Ивановым)
- 1965 — Решающий шаг
- 1968 — Махтумкули
- 1971 — За рекой — граница
- 1973 — Тайны мукама

### Сценарист
- 1968 — Махтумкули (совм. с Х. Якубовым)
- 1971 — За рекой — граница (совм с О. Смирновым и Д. Маркишем)

## Пьесы
- «Пахта» (1934)
- «Айна» (1935)
- «1916 год»
- «Башлык» (1949)

## Память
- В 1974—2007 годах киностудия «Туркменфильм» носила имя А. Карлиева[6].